# Benedetta
Benedetta  è un nome proprio di persona italiano femminile.

## Varianti
- Femminili
  - Alterati: Benedettina[2]
  - Ipocoristici: Betta, Bettina[1][3]
- Maschili: Benedetto

### Varianti in altre lingue
- Ceco: Benedikta
- Danese: Benedikte[1], Bente[1]
- Francese: Bénédicte[1], Benoîte[1]
- Inglese: Benedicta[3]
- Latino: Benedicta[1]
- Ligure: Beneita[4]
  - Ipocoristici: Beneitiña, Beddiña
- Norvegese: Benedikte[1], Bente[1]
- Olandese: Bente[1]
- Polacco: Benedykta[1]
- Portoghese: Benedita[1]
- Spagnolo: Benita[1][3], Benedicta
- Svedese: Bengta[1]
- Tedesco: Benedikta[1], Benedikte

## Origine e diffusione
Si tratta della forma femminile di Benedetto; dal significato palese ("benedetta", appunto), deriva dal latino benedicta, participio passato del verbo benedicere ("dire", "augurare bene"). 
In Italia gode di buona diffusione ovunque, specialmente in Sicilia. In inglese è in uso dal XIII secolo, originariamente più nella forma vernacolare Bennet che in quella regolare Benedicta; il suo uso è declinato già prima della Riforma protestante, e gli usi successivi sono quasi esclusivamente in ambienti cattolici

## Onomastico
L'onomastico si può festeggiare in memoria di diverse sante e beate, alle date seguenti:
- 4 gennaio, santa Benedetta, monaca, martire a Roma sotto Giuliano l'Apostata[5]
- 16 marzo, santa Benedetta, monaca clarissa, badessa di San Damiano ad Assisi[5][6]
- 21 marzo, santa Benedetta Cambiagio Frassinello, religiosa, fondatrice delle Suore benedettine della Provvidenza[5][6]
- 17 aprile, santa Benedetta di Locuste, martire
- 6 maggio, santa Benedetta, monaca a Roma nel VI secolo[5][6]
- 29 giugno, santa Benedetta, martire a Sens sotto Aureliano[5]
- 9 agosto, santa Teresa Benedetta della Croce (Edith Stein), martire ad Auschwitz[6][7]
- 17 agosto, santa Benedetta, figlia di re Sventibaldo di Lotaringia, badessa presso Susteren[5]
- 8 ottobre, santa Benedetta, vergine e martire a Laon[5]
- 8 ottobre, santa Benedetta, figlia del senatore romano pagano Matoclo, martire presso l'odierna Origny-Sainte-Benoite[5][6]
- 29 dicembre, santa Benedetta Hyon Kyong-nyon, vedova e catechista, una dei santi martiri coreani[5][6]

## Persone

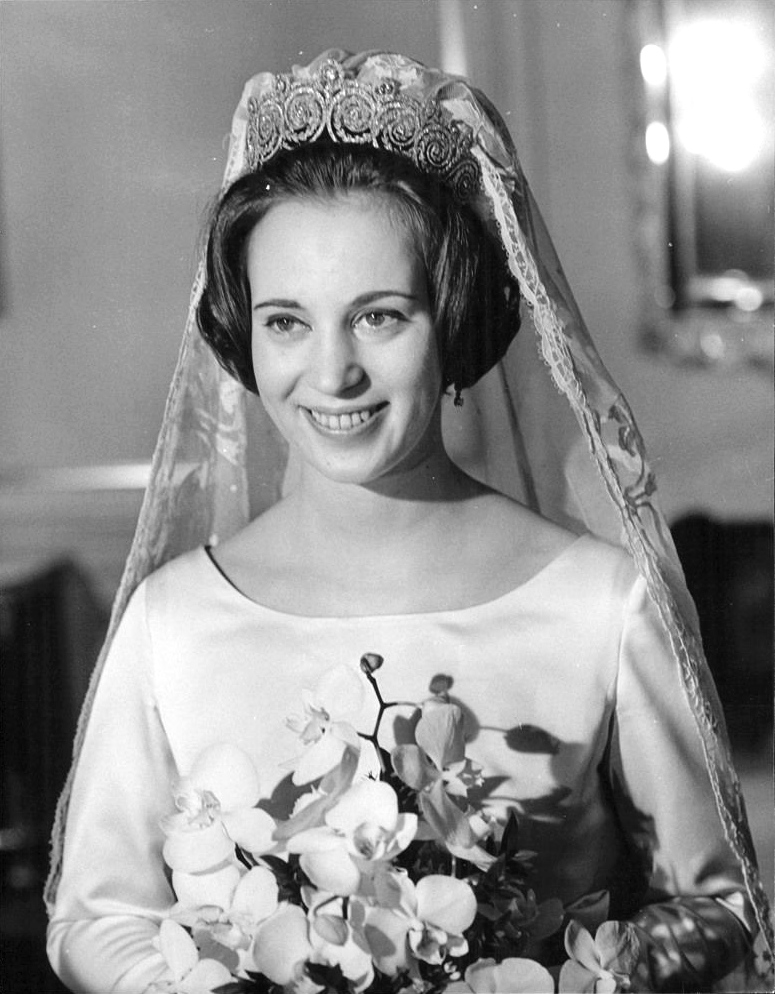
Benedetta di Danimarca

- Benedetta di Cagliari, Giudicessa di Cagliari
- Benedetta di Danimarca, principessa di Sayn-Wittgenstein-Berleburg
- Benedetta da Vimercate, religiosa italiana
- Benedetta Barzini, modella e giornalista italiana
- Benedetta Bianchi Porro, studentessa italiana, dichiarata venerabile dalla Chiesa cattolica
- Benedetta Buccellato, attrice italiana
- Benedetta Cambiagio Frassinello, religiosa e santa italiana
- Benedetta Cappa, pittrice e scrittrice italiana
- Benedetta Carlini, mistica e religiosa italiana
- Benedetta Ceccarelli, atleta italiana
- Benedetta Craveri, critica letteraria e scrittrice italiana
- Benedetta Durando, schermitrice italiana
- Benedetta Gargari, attrice italiana
- Benedetta Massola, attrice e showgirl italiana
- Benedetta Mazza, conduttrice televisiva italiana
- Benedetta Mazzini, attrice, conduttrice televisiva e autrice televisiva italiana naturalizzata svizzera
- Benedetta Parodi, giornalista e scrittrice italiana
- Benedetta Pilato, nuotatrice italiana
- Benedetta Ponticelli, doppiatrice italiana
- Benedetta Porcaroli, attrice italiana
- Benedetta Tagliabue, architetto italiana
- Benedetta Tobagi, giornalista e scrittrice italiana
- Benedetta Valanzano, attrice italiana

### Varianti
- Benedicta Boccoli, attrice e showgirl italiana
- Benedita Anália de Castro, cestista brasiliana
- Bente Nordby, calciatrice norvegese
- Bente Skari, fondista norvegese

## Il nome nelle arti
- Benedetta Ferraris-Costa è un personaggio della serie televisiva Questo nostro amore.
- Benedetta Valentini è un personaggio della serie televisiva I ragazzi della 3ª C.
- Benedetta è una canzone di Edoardo De Angelis